# 塞普斯溪站
塞普斯溪站（英語：Cypress Creek Station）是三鐵路在劳德代尔堡的一座通勤鐵路站。此車站位於安德烈路北，即安德烈大道北（SR 811）和I-95以西、塞普斯溪路西以南。
車站在1989年1月9日啟用，有一個沿著塞普斯溪西路，在安德烈大道北和I-95之間的停车换乘停車場，此外，路軌的另一邊還有一個位於名叫西北第59巷的死胡同的停車場，該停車場只能從845號州道進入。

## 外部連結
- South Florida Regional Transportation Authority - Cypress Creek station